# 樂裕民
樂裕民（1958年10月24日—），是一位在香港定居的加拿大猶太商人，已故歌手李玟的丈夫。曾擔任Rock Media International的董事長，也是Pure Group的聯合創始人。

## 早年生活
樂裕民出生於1958年10月24日，在美國馬薩諸塞州波士頓長大。1979年，他從佛蒙特大學退學，之後前往香港追尋職業網球夢想。在香港成為香港鄉村俱樂部的網球總教練，更有機會指導當時的利豐集團董事長。在網球事業獲得成功後，他進一步將目光投向商業領域，擔任Rock Media International的董事長並成為Pure Group的聯合創始人。

## 職業生涯
樂裕民在香港淺水灣的一家冰淇淋店與加拿大僑民盛智文偶遇後，被其相中並聘用。1981年，他與盛智文共同創立了一家名為科爾比國際公司的成衣貿易公司，並在1986年至2000年期間擔任首席執行官兼總裁。在2000年，馮國經和利豐以22億美元收購了科爾比，樂裕民於2011年至2014年擔任利豐首席執行官。
2014年，利豐將旗下業務分拆成利標品牌上市（直至2022年7月22日撤銷上市）。同年5月，樂裕民成為利標品牌集團的副董事長兼首席執行官。當時，利標品牌集團為Calvin Klein、Kate Spade、Disney、Coach和Tommy Hilfiger等品牌生產服裝、鞋子和配飾。
此外，他也是The Pure Group健身和餐飲連鎖店的聯合創始人兼非執行主席。樂裕民同時擔任沃頓商學院Jay H Baker零售中心和時裝技術學院顧問委員會的成員。

## 個人生活
樂裕民在第一次婚姻中育有兩個女兒。2011年10月，與美籍華人歌手李玟再婚。在婚禮上有布魯諾·馬爾斯、艾莉西亚·凯斯和尼歐等藝人為他們獻唱。
2023年7月2日，李玟於香港住所輕生，經發現送往醫院後急救昏迷至7月5日不治，享年48歲。其後樂裕民以女兒Rachel、Sarah，以及李玟兩位姊姊的名義發表訃告；但李玟二姊李思林否認訃告是在雙方共同商量後發出。
因在李玟逝世前屢有樂裕民外遇的新聞傳出，8月1日樂裕民現身在火葬場時遭多名李玟的歌迷追罵。同年10月李玟母親在記者會上痛訴，樂裕民的多次出軌、三度離婚未果是造成李玟罹患抑鬱症，間接害其身亡的元凶。